# Поплат
Поплат (серб. Поплат / Poplat) — село в общине Берковичи Республики Сербской Боснии и Герцеговины. Население составляет 40 человек по переписи 2013 года.

## История
Название села означало старую единицу длины. История села восходит ещё к древней Иллирии и древнему Риму (на близлежащих территориях сохранились остатки римских дорог и римских стен). В средние века Поплат входил в Дабарскую жупанию, а во время существования Османской империи, Австро-Венгрии и Королевства сербов, хорватов и словенцев входил то в Любиньский, то Столацкий срез. В 1955 году была образована единая община Столац, в состав которой и вошло село. После Дейтонских мирных соглашений деревня Поплат является неотъемлемой частью общины Берковичи в Республике Сербской.
26 февраля 2004 года неподалеку от Поплата произошла авиакатастрофа: в гору Хргуд врезался самолёт Beechcraft Super King Air 200 с македонским президентом Борисом Трайковским на борту. Все находившиеся в самолёте 9 человек (7 пассажиров и 2 пилота) погибли.Следственная комиссия пришла к выводу, что авиакатастрофа произошла из-за ошибок экипажа. На записи чёрных ящиков слышно, что один из пилотов находится в нетрезвом состоянии.

## Культура
В селе есть храм Святого Архангела Михаила, построенный в 1867 году при иеромонахе Софронии Вуковиче. Стараниями Софрония была построена и первая школа в селе. В 1902 году была установлена колокольня. Храм был сожжён усташами в 1941 году, реставрация велась с 1957 по 1967 годы стараниями иеромонаха Симеона Биберджича. В здании церкви открылась школа для чтецов, также появились кельи для учителей. В 1992 году церковь и местное кладбище снова разграбили усташи. Работы по восстановлению церкви ведутся до сих пор.

## Известные уроженцы
- Митринович, Димитрие (1887—1953), поэт, философ, критик, футурист